# Liste d'élections en 1953
Chronologie des élections
- 1949
- 1950
- 1951
- 1952
- 1953
- 1954
- 1955
- 1956
- 1957

Cette liste recense les élections organisées durant l'année 1953. Elle inclut les élections législatives et présidentielles nationales dans les États souverains, ainsi que les principaux référendums.
C'est la période de la guerre froide. En Europe de l'est, les élections ont lieu à parti unique : aucune candidature d'opposition au régime communiste n'est possible. Néanmoins, la mort du dictateur soviétique Joseph Staline au mois de mars entraîne une politique de déstalinisation. En Hongrie, les élections du mois de mai portent au pouvoir Imre Nagy, qui entame une politique de réformes pour se défaire du stalinisme. Ailleurs en Europe, le Portugal demeure également une dictature à parti unique, d'inspiration fasciste et en s'appuyant sur l'Église catholique. Le semblant d'élections au mois de novembre y est conçu pour conforter la dictature.
Une partie de l'Amérique latine demeure en proie à la violence et aux répressions. Le Paraguay est lui aussi une dictature à parti unique, de droite, où aucune opposition n'est tolérée ; l'élection présidentielle du mois de février est une pure façade, puisque le président sortant est le seul candidat autorisé. La Colombie est en pleine guerre civile lors de ses élections en mars, où seuls participent les conservateurs. Le Costa Rica en juillet connaît un retour partiel au multipartisme, mais deux des principaux partis d'opposition demeurent interdits.
En Afrique du Sud ont lieu en avril les premières élections après l'instauration de la politique d'apartheid. Si la Cour suprême a bloqué pour la moment la tentative du gouvernement de restreindre plus fortement le droit de vote de la population dite coloured (ni blanche, ni noire), la minorité blanche constitue une majorité écrasante de l'électorat, et seuls les blancs peuvent être élus députés.

## Par mois

### Janvier
| Date       | Pays           | Élections    | Contexte | Résultats |
| ---------- | -------------- | ------------ | -------- | --- |
| 17 janvier | Royaume d'Irak | Législatives |          | Parlement sans majorité. Le Parti de l'union constitutionnelle manque de peu d'obtenir la majorité absolue des sièges. Jamil al-Midfai est nommé premier ministre. |

### Février
| Date       | Pays          | Élections      | Contexte | Résultats |
| ---------- | ------------- | -------------- | --- | --- |
| 15 février | Liechtenstein | Législatives   | Élections au suffrage masculin. | Le Parti progressiste des citoyens (droite, national-conservateur) conserve sa majorité absolue des sièges, et maintient son gouvernement d'union avec l'Union patriotique (centre-droit, libéral-conservatrice). Alexander Frick demeure premier ministre. De nouvelles élections ont néanmoins lieu en juin.                                   |
| 15 février | Paraguay      | Présidentielle | Depuis la guerre civile de 1947, le Paraguay est une dictature à parti unique. Tous les partis d'opposition sont interdits, tandis qu'un tiers de la population a fui le pays. | Seul candidat, Federico Chávez (Parti colorado : droite) est automatiquement réélu avec 100 % des voix. |
| 22 février | Autriche      | Législatives   | | Parlement sans majorité. Le Parti populaire (ÖVP : chrétien-démocrate, conservateur) conserve de justesse sa majorité relative, avec un siège d'avance sur le Parti socialiste (SPÖ). Les deux partis maintiennent leur gouvernement de coalition. Julius Raab (ÖVP) est nommé chancelier, tandis qu'Adolf Schärf (SPÖ) demeure vice-chancelier. |

### Mars
| Date     | Pays     | Élections    | Contexte | Résultats |
| -------- | -------- | ------------ | --- | --- |
| 1er mars | Chili    | Législatives | | Parlement sans majorité. Dans un parlement très éclaté, le Parti travailliste agrarien (droite) arrive en tête avec environ un sixième des sièges. |
| 15 mars  | Colombie | Législatives | C'est la période de La Violencia, une guerre civile entre les différents partis. Le Parti libéral et le Parti communiste boycottent les élections. | Seul en lice, le Parti conservateur remporte à nouveau tous les sièges.                                                                            |

### Avril
| Date     | Pays                   | Élections    | Contexte | Résultats |
| -------- | ---------------------- | ------------ | --- | --- |
| 9 avril  | Rhodésie du Sud        | Référendum   | Il est demandé aux citoyens d'approuver ou de rejeter la proposition d'union du pays avec le Nyassaland et avec la Rhodésie du Nord. Le suffrage censitaire s'applique, avec pour objectif que la minorité blanche de la population demeure une majorité de l'électorat. | La proposition est approuvée par 63,5 % des votants. La Fédération de Rhodésie et du Nyassaland est proclamée le 10 août.                                                    |
| 15 avril | Union d'Afrique du Sud | Législatives | C'est la période de l'apartheid. Dans les provinces d'Orange et du Transvaal, seuls les blancs ont le droit de vote. Dans les provinces du Cap et de Natal, certaines personnes non-blanches conservent le droit de vote. Les noirs n'y ont toutefois le droit que d'élire trois députés blancs (sur un total de cent-cinquante-six députés) pour les représenter. Le Parti communiste, qui milite contre l'apartheid et pour les droits de la majorité noire, a été interdit en 1950. | Le Parti national (nationalisme afrikaner, anticommunisme, droite à extrême-droite) conserve la majorité absolue des sièges. Daniel François Malan demeure premier ministre. |
| 19 avril | Japon                  | Législatives | | Le Parti libéral (droite) perd sa majorité absolue des sièges, mais conserve la majorité relative. Shigeru Yoshida demeure premier ministre.                                 |

### Mai
| Date   | Pays    | Élections    | Contexte | Résultats |
| ------ | ------- | ------------ | --- | --- |
| 17 mai | Hongrie | Législatives | La Hongrie à cette date est une dictature à parti unique. Les autorités présentent une liste unique de candidats ; les citoyens sont invités à l'approuver ou à la rejeter. Aucune candidature d'opposition n'est possible. | Les candidats de la liste unique sont officiellement approuvés par 99 % des votants. La très grande majorité des sièges reviennent au Parti des travailleurs (marxiste-léniniste) ; les autres, à des candidats sans étiquette mais approuvés par le parti. Imre Nagy devient premier ministre. Dans le cadre de la déstalinisation, il met en œuvre une politique de « nouvelle voie » progressiste, qui aboutira à son limogeage en 1955. |

### Juin
| Date     | Pays          | Élections      | Contexte                                                              | Résultats |
| -------- | ------------- | -------------- | --------------------------------------------------------------------- | --- |
| 7 juin   | Italie        | Parlementaires |                                                                       | Parlement sans majorité. Le parti Démocratie chrétienne (centriste) perd sa majorité absolue des sièges aux deux chambres, mais y conserve la majorité relative. Le Parti communiste progresse, et demeure le principal parti d'opposition. Ce mauvais résultat contraint le premier ministre Alcide De Gasperi à démissionner ; Giuseppe Pella lui succède. Il s'ensuit une période d'instabilité : six chefs de gouvernement se succèdent durant la législature 1953-1958. |
| 14 juin  | Liechtenstein | Législatives   | Élections au suffrage masculin.                                       | Le Parti progressiste des citoyens (droite, national-conservateur) conserve sa majorité absolue des sièges, et maintient son gouvernement d'union avec l'Union patriotique (centre-droit, libéral-conservatrice). Alexander Frick demeure premier ministre. |
| 28 juin  | Islande       | Législatives   |                                                                       | Parlement sans majorité. Le Parti de l'indépendance (libéral-conservateur) conserve la majorité relative des sièges dans les deux chambres. Ólafur Thors devient premier ministre. |
| novembre | Sikkim        | Législatives   | Premières élections dans ce royaume autonome sous protectorat indien. | Parlement sans majorité. Le parti Congrès d'État du Sikkim (favorable au rattachement du pays à l'Inde) et le Parti national (favorable au contraire à une pleine indépendance) obtiennent chacun la moitié des sièges alloués aux députés élus, le tiers restant étant nommés par le roi. |

### Juillet
| Date       | Pays       | Élections                      | Contexte | Résultats |
| ---------- | ---------- | ------------------------------ | --- | --- |
| 26 juillet | Costa Rica | Législatives et présidentielle | Premières élections après la guerre civile de 1948. Le Parti national républicain (socialisme chrétien), exclu du pouvoir en 1948, demeure interdit, de même que le Parti communiste. | Le Parti de la libération nationale (social-démocrate) remporte une majorité absolue des sièges. Son candidat José Figueres Ferrer, qui avait mené la rébellion en 1948, est élu président avec 64,7 % des voix, face à Fernando Castro Cervantes du Parti démocrate (libéral). |

### Août
| Date                 | Pays   | Élections    | Contexte | Résultats |
| -------------------- | ------ | ------------ | -------- | --- |
| 12 juillet au 9 août | Liban  | Législatives |          | La grande majorité des sièges sont remportés par des candidats sans étiquette. Abdallah al-Yafi devient premier ministre.                                                      |
| 10 août              | Canada | Législatives |          | Le Parti libéral (centre-gauche, libéral, progressiste) détient la majorité absolue des sièges, pour la cinquième fois consécutive. Louis St-Laurent demeure premier ministre. |

### Septembre
| Date         | Pays                 | Élections    | Contexte | Résultats |
| ------------ | -------------------- | ------------ | -------- | --- |
| 6 septembre  | Allemagne de l'Ouest | Législatives |          | Parlement sans majorité. L'Union chrétienne-démocrate (CDU, libéral-conservatrice) conserve sa majorité relative des sièges. Elle forme un gouvernement de coalition avec le Parti libéral-démocrate (centre-droit, libéral), l'Union chrétienne-sociale en Bavière (CSU, centre-droit, chrétienne-démocrate), et le Parti allemand (droite national-conservatrice). Konrad Adenauer demeure chancelier. |
| 22 septembre | Danemark             | Législatives |          | Parlement sans majorité. Les Sociaux-démocrates accroissent leur majorité relative des sièges. Hans Hedtoft (Sociaux-démocrates) succède à Erik Eriksen (Venstre : libéral-conservateur) au poste de premier ministre. |

### Octobre
| Date       | Pays    | Élections    | Contexte | Résultats |
| ---------- | ------- | ------------ | -------- | --- |
| 12 octobre | Norvège | Législatives |          | Le Parti travailliste (gauche) conserve sa majorité absolue des sièges. Oscar Torp demeure premier ministre. |

### Novembre
| Date             | Pays                  | Élections                      | Contexte | Résultats |
| ---------------- | --------------------- | ------------------------------ | --- | --- |
| 8 novembre       | Portugal              | Législatives                   | Le Portugal à cette date est une dictature à parti unique : c'est la période de l’Estado Novo. Le pays applique le suffrage censitaire. Par ailleurs, les hommes ne peuvent voter que s'ils savent lire et écrire, et les femmes que si elles ont complété des études secondaires. Quelques candidatures d'opposition sont tolérées, mais l'opposition ne peut faire campagne de manière équitable. | Le parti Union nationale (extrême-droite, fascisme clérical) conserve la totalité des sièges. António de Oliveira Salazar demeure premier ministre. |
| 10 novembre      | Philippines           | Législatives et présidentielle | | Alternance. Ramon Magsaysay (Parti nationaliste : droite) est élu avec 68,9 % des voix face au président sortant Elpidio Quirino (Parti libéral : social-libéral). Le Parti nationaliste remporte également une majorité absolue des sièges au Sénat, mais c'est le Parti libéral qui conserve sa majorité absolue à la Chambre des représentants. |
| 2 et 25 novembre | Soudan anglo-égyptien | Législatives                   | Ces élections préparent l'accès du pays à l'autonomie. | Le Parti unioniste national (conservateur, laïc) remporte de peu une majorité absolue des sièges. Ismaïl al-Azhari devient le premier premier ministre du pays. |

### Décembre
| Date              | Pays                                    | Élections    | Contexte | Résultats |
| ----------------- | --------------------------------------- | ------------ | --- | --- |
| 12 au 14 décembre | Malte                                   | Législatives | Malte à cette date est un État autonome membre de l'Empire britannique. | La coalition composée du Parti nationaliste (chrétien-démocrate, libéral-conservateur) et du Parti des travailleurs (social-démocrate) conserve de justesse sa majorité absolue des sièges. Giorgio Borg Olivier (nationaliste) demeure premier ministre. |
| 15 décembre       | Fédération de Rhodésie et du Nyassaland | Législatives | Premières élections après la formation de la fédération le 10 août. Très peu de noirs ont le droit de vote, et la majorité noire est donc très nettement sous-représentée.                                                   | Le Parti fédéral (conservateur) remporte une large majorité des sièges. Godfrey Huggins devient premier ministre. |
| 20 décembre       | Bulgarie                                | Législatives | La Bulgarie à cette date est une dictature à parti unique. Les autorités présentent une liste unique de candidats ; les citoyens sont invités à l'approuver ou à la rejeter. Aucune candidature d'opposition n'est possible. | Les candidats du Front patriotique, dominé par le Parti communiste, sont officiellement approuvés par 99,8 % des votants. Valko Tchervenkov demeure premier ministre.                                                                                     |